# Muzeum Historyczne Budapesztu

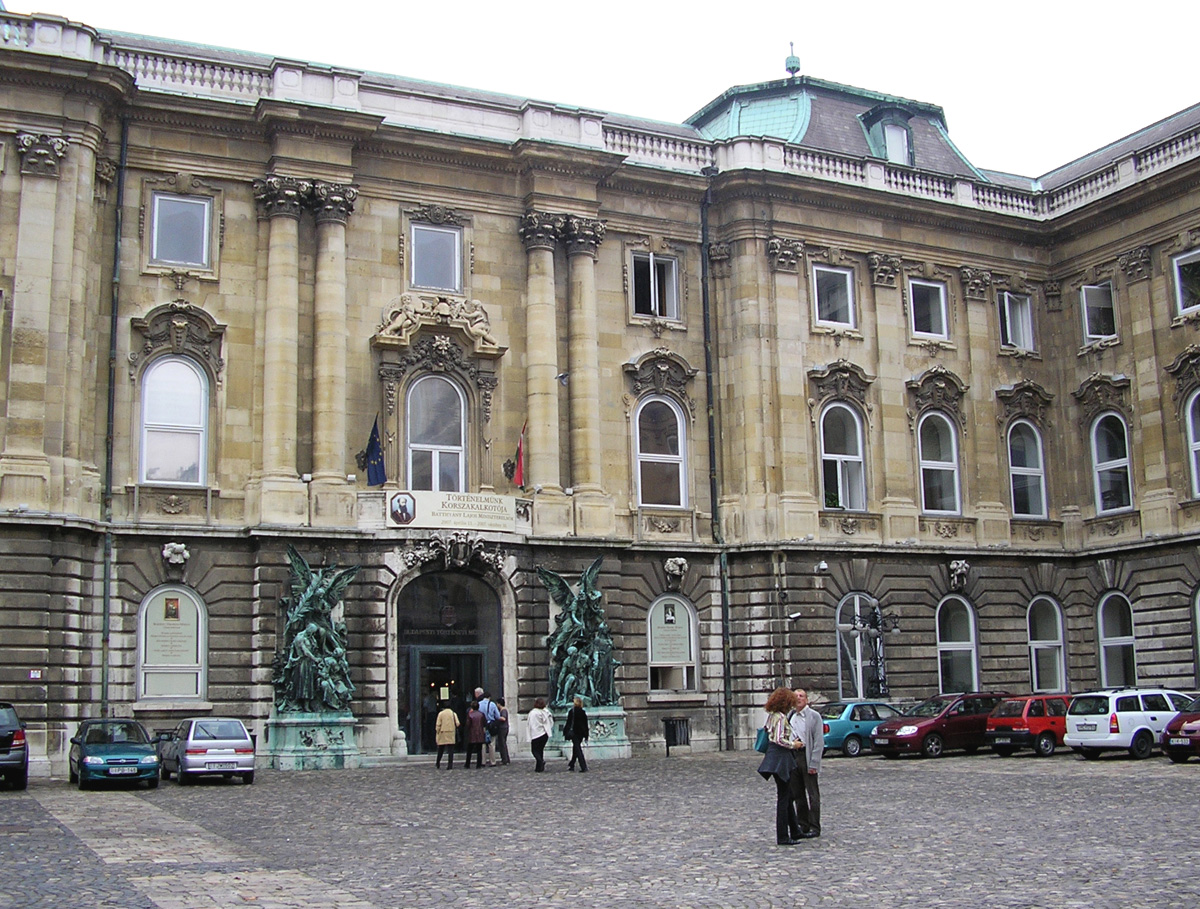
Muzeum Historyczne w Zamku Królewskim

Muzeum Historyczne Budapesztu (węg. Budapesti Történeti Múzeum) – muzeum poświęcone historii Budapesztu od czasów przedhistorycznych do końca II wojny światowej, mieszczące się w południowo-wschodnim skrzydle zamku Królewskiego przy Szent György tér 2.